# San Domenico che mostra la regola dell'Ordine

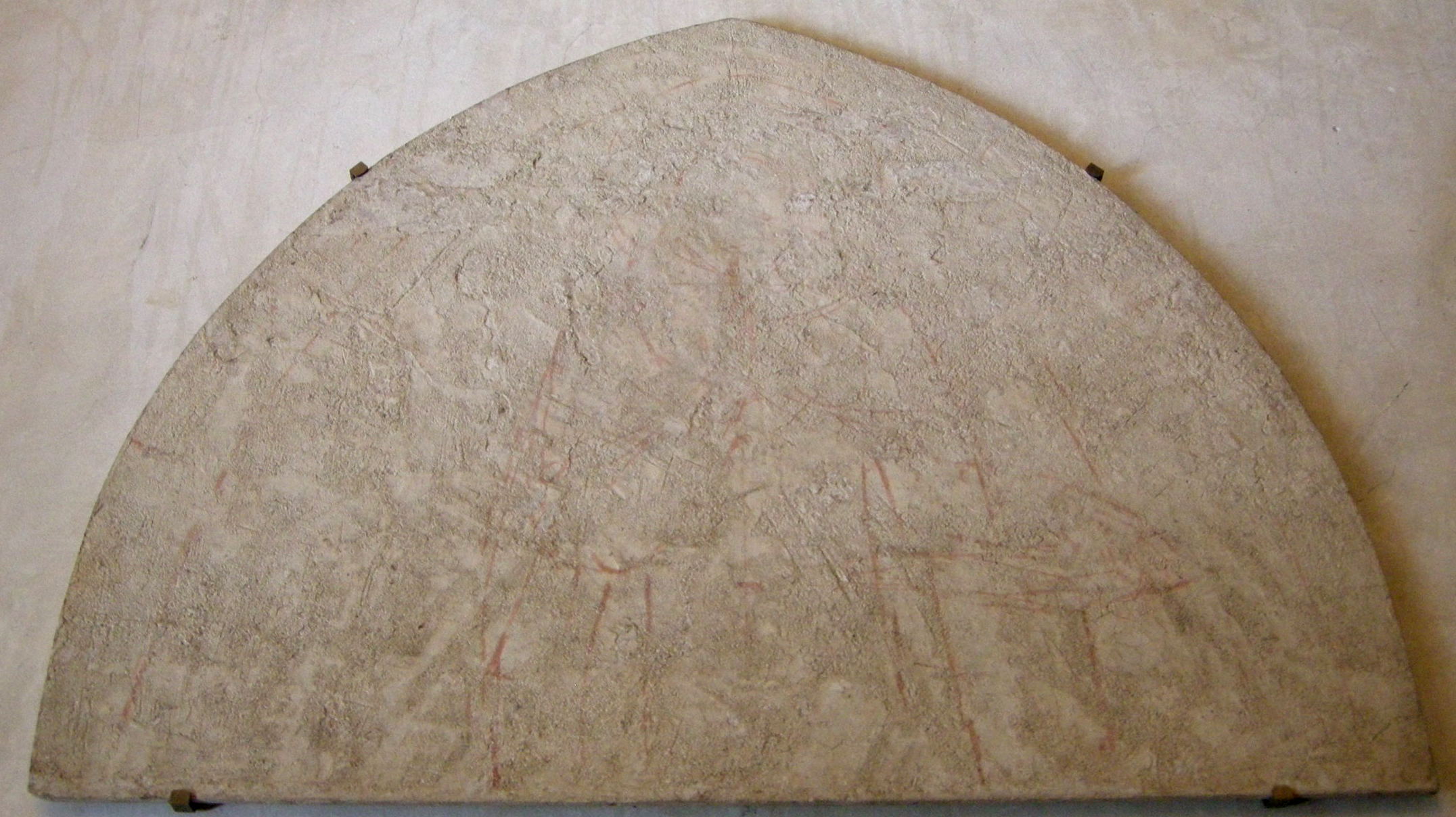
La sinopia

San Domenico che mostra la regola dell'Ordine è una lunetta affrescata di Beato Angelico già nel chiostro detto "di Sant'Antonino" nel convento di San Marco a Firenze. Viene datata al 1442 circa.

## Storia
L'Angelico si dedicò alla decorazione di San Marco su incarico di Cosimo de' Medici, tra il 1438 e il 1445, anno della sua partenza per Roma, per poi tornarvi negli anni 1450, quando completò alcuni affreschi e si dedicò alla statura di codici miniati per il convento stesso.
Nel chiostro l'Angelico dipinse cinque lunette (una è oggi staccata e conservata nella sala del capitolo) e il grande Crocifisso, che si ispirava a uno analogo dipinto qualche anno prima per San Domenico di Fiesole ed oggi conservato nel Louvre. Gli studiosi sono in genere concordi nell'attribuire l'autografia dell'Angelico a tutti gli affreschi del piano terra del convento.

## Descrizione e stile
La lunetta è in precario stato di conservazione ed oggi è ricoverata nella stanza del lavabo. San Domenico è ritratto mentre mostra la regola dell'ordine, un evidente richiamo all'osservanza delle regole per i confratelli. Anticamente si trovava tra la porta e la finestra della Sala Capitolare. Le altre lunette del chiostro mostrano altri due santi spesso ritratti dall'Angelico: san Pietro Martire e san Tommaso d'Aquino.
L'affresco è caratterizzato dal senso del volume impresso alla figura, che si staglia sullo sfondo come se si stesse affacciando. L'artista mise in atto anche alcuni accorgimenti ottici per facilitare questo effetto. Lo stile generale è semplice e frugale, privo di vistosi elementi decorativi, vista la destinazione conventuale dell'opera.